# نشان رسمی قرقیزستان
نشان رسمی قرقیزستان در سال ۱۹۹۴ به تصویب رسید. این نشان شکل دایره‌ای به رنگ آبی دارد که این رنگ نشان از دلیری و بخشندگی است. در سمت چپ و راست، گندم و پنبه نمایش داده شده است. در قسمت بالا، نام کشور به زبان قرقیزی (جمهوری قرقیزستان) نوشته شده است.